# (11619) 1996 GG17
1996 جي جي 17 (ويعرف أيضًا باسم (11619) 1996 جي جي 17 وفق تسمية الكوكب الصغير) (بالإنجليزية: 1996 GG17)‏ هو كويكب ضمن حزام الكويكبات؛ وترتيبه 11619 من حيث الاكتشاف.
اكتُشف هذا الجُرم الفلكي بواسطة هيروشي كانيدا في 13 أبريل 1996.

## وصلات خارجية
- (11619) 1996 GG17 في قاعدة بيانات مختبر الدفع النفاث لأجرام النظام الشمسي الصغيرة

- الاكتشاف · مخطط المدار ·  العناصر المدارية · المعلمات المادية

- (11619) 1996 GG17 على موقع ويكي سكاي: DSS2, SDSS, GALEX, IRAS, Hydrogen α, X-Ray, Astrophoto, Sky Map, Articles and images